# Louis Wodon
Louis Wodon est un sociologue et juriste belge, né à Roux le 18 avril 1868 et décédé à Woluwe-Saint-Pierre le 26 décembre 1946.
Il a été chef de cabinet du roi Albert (Ier).

## Éducation
Issu d'une famille modeste, Louis Wodon, après ses humanités à l'Athénée de Saint-Gilles, poursuit des études de droit à l'Université libre de Bruxelles. En 1892, il décroche le titre de docteur en droit et un an après seulement celui de docteur spécial en droit civil et histoire du droit. Il compte parmi les figures importantes de l'école de Bruxelles.

## Carrière
Jeune diplômé, Louis Wodon poursuivra en parallèle une carrière d'avocat et une carrière académique à l'Université libre de Bruxelles. Dans le cadre de ses activités d'avocat, Louis Wodon se liera d'amitiés avec plusieurs personnalités politiques de premier plan telles que Paul-Émile Janson ou Henri Jaspar. À partir de 1896, il dirige la section de législation du ministère de l'Industrie et du Travail et rejoint après guerre le ministère des Affaires économiques pour en devenir secrétaire général.
Président de l'école de commerce « Solvay » de 1919 à 1926, il quitte ses fonctions pour devenir chef de cabinet du roi Albert. Attaché au service de ce dernier puis à celui du roi Léopold III, il occupera douze ans cette fonction pour la maison royale qui, en reconnaissance de ses services, rétablit le titre de secrétaire d'État de la Maison du roi. En 1942, il publie Considérations sur la séparation des pouvoirs en droit public belge. Il décède en 1946, très marqué(e) par la question royale.

## Distinction
- Grand-croix de l'ordre de la Couronne en 1928 (Belgique).

## Sources
- L. DE LICHTERVELDE, (1955), “Louis Wodon” in Annuaire de l’Académie Royale de Belgique, Bruxelles, p. 67-87.
- J. HAESAERT, (1959), “Wodon Louis” in Biographie nationale, vol. 30[1] (?), p. 828-832.
- M. VAUTHIER, (1949), “Notice sur la vie et les travaux de Louis Wodon” in Rapport sur l’année académique 1947-1948, éditions de l’Université ULB (libre de Belgique), p. 131-133.

## Note
1. ↑  Peut-être en chiffres romains.